# Саргатское городское поселение
Саргатское городско́е поселе́ние — муниципальное образование в Саргатском районе Омской области Российской Федерации.
Административный центр — рабочий посёлок Саргатское.

## История
Статус и границы городского поселения установлены Законом Омской области от 30 июля 2004 года № 548-ОЗ «О границах и статусе муниципальных образований Омской области».

## Население
| 2010  | 2011  | 2012  | 2013  | 2014  | 2015  | 2016  |
| ----- | ----- | ----- | ----- | ----- | ----- | ----- |
| 8556  | ↘8555 | ↗8571 | ↘8529 | ↘8413 | ↗8482 | ↘8398 |
| 2017  | 2018  | 2019  | 2020  | 2021  | 2023  |       |
| ↗8429 | ↗8495 | ↘8435 | ↘8379 | ↘7864 | ↘7812 |       |

## Состав городского поселения
| № | Населённый пункт | Тип населённого пункта                  | Население |
| - | ---------------- | --------------------------------------- | --------- |
| 1 | Заготзерно       | посёлок                                 | 151       |
| 2 | Кушайлы          | деревня                                 | ↘59       |
| 3 | Саргатское       | рабочий посёлок, административный центр | ↘7535     |
| 4 | Урусово          | деревня                                 | ↘189      |